# Sławomierz
Sławomierz (niem. Karlshof) – osada w Polsce położona w województwie zachodniopomorskim, w powiecie białogardzkim, w gminie Tychowo. W latach 1975–1998 osada należała do województwa koszalińskiego. Według danych UM, na dzień 31 grudnia 2014 roku osada miała 4 stałych mieszkańców. Osada wchodzi w skład sołectwa Wicewo.
Osada leży ok. 1,5 km na zachód od Wicewa, między Osówkiem a Wicewem.
W Sławomierzu urodził się ks. Wacław Kruszka.